# 墨西哥灣冠鱗單棘魨
墨西哥灣冠鱗單棘魨為輻鰭魚綱魨形目鱗魨亞目單棘魨科的其中一種，為亞熱帶海水魚，西大西洋區，從加拿大新斯科細亞省至烏拉圭；東大西洋區，從加那利群島至安哥拉海域，棲息深度0-293公尺，體長可達27.5公分，棲息在沙泥底質水域，可作為觀賞魚及食用魚，生活習性不明，有雪卡魚毒的紀錄。

## 扩展阅读
維基物種上的相關：墨西哥灣冠鱗單棘魨